# Ocean Falls
Ocean Falls est une ancienne ville du district régional de Central Coast. Construite pour produire de la pâte à papier et appartenant à  Crown Zellerbach, elle n'est accessible que par bateau ou avion. Devenue ville fantôme, elle n'est actuellement habitée que par une cinquantaine d'habitants permanents.